# Vlasotince
Vlasotince (izvirno srbsko Власотинце) je mesto v Srbiji, ki je središče istoimenske občine; slednja pa je vključena v Jablaniški upravni okraj. Ležijo v bližini izliva reke Vlasine v Južno Moravo. 

## Demografija
V naselju živi 12504 polnoletnih prebivalcev, pri čemer je njihova povprečna starost 36,8 let (36,1 pri moških in 37,4 pri ženskah). Naselje ima 4902 gospodinjstev, pri čemer je povprečno število članov na gospodinjstvo 3,31.
To naselje je, glede na rezultate popisa iz leta 2002, večinoma srbsko, a v času zadnjih 3 popisov je opazen porast števila prebivalcev.
|  |

| Demografija | Demografija     | Demografija     |
| Leto        | Št. prebivalcev | Št. prebivalcev |
| ----------- | --------------- | --------------- |
|             |                 |                 |
|             |                 |                 |
|             |                 |                 |
|             |                 |                 |
| 1948        | 4917            |                 |
| 1953        | 5225            |                 |
| 1961        | 5932            |                 |
| 1971        | 8787            |                 |
| 1981        | 12166           |                 |
| 1991        | 14552           | 14453           |
| 2002        | 16369           | 16212           |
|             |                 |                 |

| Etnična sestava po popisu iz leta 2002 | Etnična sestava po popisu iz leta 2002 | Etnična sestava po popisu iz leta 2002 | Etnična sestava po popisu iz leta 2002 | Etnična sestava po popisu iz leta 2002 |
| -------------------------------------- | -------------------------------------- | -------------------------------------- | -------------------------------------- | -------------------------------------- |
| Srbi                                   | Srbi                                   |                                        | 15.894                                 | 98,03%                                 |
| Romi                                   | Romi                                   |                                        | 213                                    | 1,31%                                  |
| Makedonci                              | Makedonci                              |                                        | 21                                     | 0,12%                                  |
| Hrvati                                 | Hrvati                                 |                                        | 11                                     | 0,06%                                  |
| Črnogorci                              | Črnogorci                              |                                        | 7                                      | 0,04%                                  |
| Madžari                                | Madžari                                |                                        | 5                                      | 0,03%                                  |
| Bolgari                                | Bolgari                                |                                        | 4                                      | 0,02%                                  |
| Romuni                                 | Romuni                                 |                                        | 3                                      | 0,01%                                  |
| Rusi                                   | Rusi                                   |                                        | 2                                      | 0,01%                                  |
| Slovenci                               | Slovenci                               |                                        | 1                                      | 0,00%                                  |
| Bošnjaki                               | Bošnjaki                               |                                        | 1                                      | 0,00%                                  |
| Jugoslovani                            | Jugoslovani                            |                                        | 1                                      | 0,00%                                  |
| Neznano                                | Neznano                                |                                        | 17                                     | 0,10%                                  |